# 凯莉·拜伦
凯莉·伊丽莎白·拜伦（英語：Kari Elizabeth Byron，1974年12月18日—）是舊金山藝術家、電視明星，活躍於Discovery節目《流言終結者》。

## 早年生活
拜倫出生在加州灣區，畢業於加州洛斯加托斯的洛斯加托斯高中。1998年5月，拜倫從舊金山州立大學畢業，獲得了電影和雕塑的學士學位。翌年，她前往南亞當背包客，參加藝術計畫。

## 工作

### 流言終結者
2004年至2014年，拜倫是《流言終結者》的常駐成員，與M5實業公司的托瑞·貝勒奇、日裔美籍工程師格蘭·今原組成B小隊。這個團隊與亞當·薩維奇和傑米·海曼一同在節目中測試流言的真實性。她和其他成員主持了自己的節目環節。她積極前往海曼的M5實業公司的工作室，表達加入節目的意願，最後也成功加入了這個節目。第二季開始，她和其他B小隊成員的定位變得更重要。一開始，拜倫因為經驗不多，在這個受矚目的崗位上表現得不自然，不過她逐漸習慣了這個角色。
2009年下半季，拜倫休產假，傑西·科姆斯暫代。2010年到2011年，拜倫自己的節目《沖昏頭》在科學頻道播出，教導青少年科學。
拜倫還主持了2010年、2011年的《大型危險火箭》，這個節目在科學頻道播出。此外，拜倫和貝勒奇在2012年10月3日播出的Discovery節目《萬能改槍手》當中客串。他們試射紅夾克商店的某些武器，並看著工作人員重新測試了B小隊否定的流言：丙烷氣罐被子彈打中會不會爆炸？
2011年到2014年，拜倫和貝萊奇主持科學頻道的《南瓜碎片之戰》。2015年，拜倫和貝萊奇主持旅遊頻道的新節目《驚險指數》。

### 白兔計劃
拜倫與今原、貝萊奇一同主持2016年12月9日上線的Netflix節目《白兔計劃》。《白兔計劃》聚焦於歷史、流行文化中的特殊方面。

### 碰撞測試世界
拜倫目前為《碰撞測試世界》節目主持人。第一季有六集，2021年1月8日在科學頻道播出。

### EXPLR Media
拜倫目前是教育串流平台EXPLR Media的共同創始人。她說：「我希望觀眾能在每個節目中找到跟自己相似的人。」

## 个人生活
拜倫於2006年3月與藝術家保羅·尤里奇結婚，育有一女。2019年6月26日，拜倫申請與尤里奇分居，2020年3月20日正式離婚。拜倫以前是素食主義者，但現在自稱為葷素食者。
拜倫持續創作藝術，比如運用點燃的火藥創作出繪畫。拜倫也創作封面藝術，2021年，她使用黑色火藥為《無景之翼》（英語：Viewless Wings）雜誌的詩人作品集《帆布：詩歌》創作。2018年，她出版了回憶錄《碰撞測試女孩》，由HarperOne出版。在《碰撞測試女孩》中，拜倫自述從十二歲開始便「與嚴重的憂鬱症抗爭」，每年憂鬱症都會發作幾次。此外，女兒出生後六個月中，她罹患了產後憂鬱症，比她平時的憂鬱症更嚴重。